# インターレース

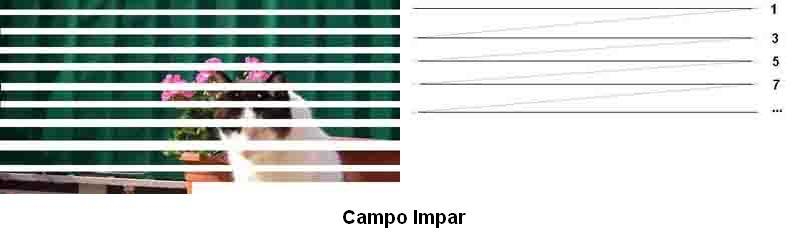
インターレースのイメージ図。画像の飛び飛びの一部をまず伝送する。

インターレース（英: interlace）とは、画像伝送において、データ量（動画の場合は伝送レートまたは帯域幅）を増やさずに描画回数を増やす技術である。日本語では飛び越し走査という。
画像を上（あるいは下など特定の方向）から順に送るプログレッシブ (英: progressive scan) またはノンインターレース（英: noninterlace scan）と対になる言葉で、ラスタースキャン方式において、画像全体を飛び飛びに走査・処理する。この項ではプログレッシブ・スキャンについても述べる。

## 用語
テレビの走査線のインターレースやGIF画像のように、飛び飛びに描画される方向が1方向の方式を1次元インターレースという。それに対し、飛び飛びに描画される方向が上下・左右の2方向の方式を2次元インターレースという。
2回の伝送で1枚の絵が完成する方式を2:1インターレースといい、これに習って伝送回数に応じて4:1インターレースなどと表す。
「レース」はカーテンのレース（を編む）のことで、「インターレース」とは「間を編んでいく（ような走査）」という意味である。

## 動画のインターレース

ブラウン管のインターレース。緑が1フィールド目、赤が2フィールド目。

### 方式
よく知られたものはテレビ・ビデオ信号に使われているもので、奇数番目の走査線を先に送り、残りの偶数番目の走査線をその後に送る。これにより、フィールド周波数を倍にすることができる。たとえばNTSCでは30Hzが60Hzに、PALでは25Hzが50Hzになる。以後はNTSCの数値を基準に述べる。
なおテレビ用語として全走査線で描かれた画像をフレームと呼び、一部の走査線だけで描かれた画像はフィールドと呼ぶ。そのため60Hzはフィールド周波数となり、30Hzはフレーム周波数となる。
インターレースによりフィールド周波数は増えるがフレーム周波数は変わらない。帯域幅はフレーム周波数で決まるので、インターレースは帯域幅を保ったまま描画周波数を上げることができる。
ただし映像圧縮を行う場合、フレーム単位で圧縮すると、後述の動きの激しい部分では動きのある部分が縞状（コーミング）となり、空間周波数が高くなって静止画としても圧縮しにくくなり、フレーム間予測も行いづらくなる。フィールド単位で圧縮すると、動きのない部分でもフィールド毎に微妙に映像が異なるため、やはりフレーム間予測が行いづらくなる。そのためインターレースに対応したMPEG-2では、インターレース動画の圧縮率を改善する複数のモードが搭載されている。一例を挙げると、マクロブロック毎に予測をフレーム、フィールドと選べ、動きのない部分ではフレーム毎に予測し、動きのある部分ではフィールド毎に予測することが出来る。
現在のテレビ放送は全て1次元2:1インターレースか、さもなくばプログレッシブだが、特別なシステムで2次元4:1インターレースなどが使われることもある。

### 表記法
フィールド周波数60Hzのインターレース映像を、「60i」と書く。一方、フレーム周波数30Hzのプログレッシブ映像は「30p」と書く。ただしこれらとは別に、有効走査線480本（全走査線は525本）のインターレース/プログレッシブ映像をそれぞれ「480i」「480p」と書く。走査線数と周波数を共に書いて「480/60i」「480/30p」または「480i60」「480p30」などと表すこともある。
| 方式    | フィールド 周波数 (Hz) | フレーム 周波数 (Hz) | 水平走査 周波数 (kHz) | 帯域幅 （相対値） |
| ------- | ---------------------- | -------------------- | --------------------- | ----------------- |
| 480/60i | 60                     | 30                   | 15.75                 | 1                 |
| 240/60p | 60                     | 60                   | 15.75                 | 1                 |
| 480/30p | 30                     | 30                   | 15.75                 | 1                 |
| 480/60p | 60                     | 60                   | 31.5                  | 2                 |

### 特徴

残像を考慮したインターレースのイメージ図。前のフィールドの残像が暗く残っている。

動きのない動画ではインターレースした2枚のフィールドは時間がずれているが変化はないので、2枚のフィールドをあわせればプログレッシブでの1枚のフレームと同じ映像が得られる。しかし実際の画面では光る走査線が1/60秒ごとに交代しているため、ちらつきが強く見える。視覚上はフィールドの空き走査線には前のフィールドの残像が残っているためちらつきはいくぶん緩和されるが、30Hzのフレーム周波数は残像でちらつきをなくすには十分ではない。
一方、動きの激しい動画では1秒に60枚のフィールドが描かれるため同じ帯域幅のプログレッシブ (30p) より動きが滑らかになる。しかし細かく見ればあるフィールドが描かれているときに残っている残像は1/60秒前のフィールドであり、そのぶん移動している。これにより解像度は悪化する。極端なケースとしてシーンが切り替わったときには直前のフィールドは無関係な画像であり、瞬間的に垂直解像度が半分になる。ただし人間の視覚は動くものの細部を捕らえられないので、数値ほどには解像度の低下は感じられない。

### プログレッシブへの変換
高級なシステムでは、インターレース映像に対しプログレッシブ化がなされる。これは空いている走査線を残像に頼らず同時に表示する技術で、これにより映像は倍の帯域の60Hzのプログレッシブ動画 (60p) に変換される。これは画質向上というよりは、ちらつき防止の目的が大きい。
実際には空き走査線の情報は欠損しているので、上下および過去の走査線の内容から計算することになる。基本的には動き検出により動きのない箇所は前のフィールドの走査線をそのまま使い、動きのある箇所は上下の走査線から補間する。最近のデジタルテレビなどの高度な画像処理では、過去もしくは過去と未来のフィールドからの現フィールドの動きを予測する動き補償（動き予測）と呼ぶ手法で、上下の走査線から補間するよりも高解像度な画像を得られる処理を行っている。さらに、液晶を利用するデジタルテレビでは、液晶の応答性能の低さを補間するために、プログレッシブ動画のさらに数倍の速度で表示を行うなどの技術を導入している。（詳細は液晶テレビを参照。）
もともとプログレッシブで製作されたCG映像や映画やアニメ、テレビドラマなどがソースの放送では単純に前のフィールドを利用することで、ソースに近い動画が得られる。ただし映画などでソースが24フレームのときは2フィールドに1回と3フィールドに1回を交互におこなうことで3:2ドロップダウンを復元し、24Hzのプログレッシブ動画 (24p) にする必要がある。

## 静止画のインターレース
静止画ではインターレースにより、データの一部を受信した時点で一応の描画ができる。最初の描画は解像度が粗いものだが、画像のおおざっぱな全体像を知るには十分である。未伝送の部分は伝送済みの部分のデータを繰り返して描画するため、単純にはモザイク状になる（高度な補間により自然な画像にすることも可能である）。
テレビと異なり2次元インターレースをすることも多く、比率もさまざまである。なおインターレース自体による画質変化やデータ量の増減は基本的にないが、圧縮（画像圧縮、一般的な圧縮のそれぞれ）との組合せにより、圧縮率が変化し、一般には画像のとなりあった画素の類似性によって効率的に圧縮できていたものがインターレースにより効かないことが多いが、圧縮後のデータ量が変化する。
テレビのフィールドに当たるものは画像ではパスという。パスのデータ量は等分ではなく最初のパスは少なく、徐々に多くしていくことが多い。これにより、品質は荒いがより早く、最初の表示ができる。

### インターレースGIF

アニメーションGIFによるインターレースGIFの再現動画。

インターレースGIFは、1次元8:1インターレースで始まる。ただし、1/8の画像を8枚送るのではなく、1/8+1/8+1/4+1/2の4パスに分けてひとつずつ送る仕組みになっている。
最初の8×8ピクセルのパスは
```
1 1 1 1 1 1 1 1
4 4 4 4 4 4 4 4
3 3 3 3 3 3 3 3
4 4 4 4 4 4 4 4
2 2 2 2 2 2 2 2
4 4 4 4 4 4 4 4
3 3 3 3 3 3 3 3
4 4 4 4 4 4 4 4
```

で、あとはこの繰り返しである。

### インターレースPNG

アニメーションGIFによるAdam7アルゴリズムの再現動画。

インターレースPNGは2次元64:1（縦横各8:1）インターレースで始まり、1/64+1/64+1/32+1/16+1/8+1/4+1/2の7パスに分ける。
最初の8×8ピクセルのパスは
```
1 6 4 6 2 6 4 6
7 7 7 7 7 7 7 7
5 6 5 6 5 6 5 6
7 7 7 7 7 7 7 7
3 6 4 6 3 6 4 6
7 7 7 7 7 7 7 7
5 6 5 6 5 6 5 6
7 7 7 7 7 7 7 7
```

で、あとはこの繰り返しである。この方式をAdam7アルゴリズムという。インターレースGIFの1次元インターレースに比べパスが縦横均等に分散しているので、同じ伝送量でより高精細度の描画が可能である。

### 備考
JPEGにはプログレッシブJPEGというモードがあるが、本項で解説してきた語の意味とは異なる。2次元インターレースのように画像がまず低解像度で表示され徐々に精細になる。しかしこれはインターレースではなくJPEGが周波数領域変換であるDCTを使っていることを利用して、低域から順に伝送するモードである。このプログレッシブJPEGのプログレッシブ（漸進的）はインターレースに対するプログレッシブ表示の意味ではなく、解像度が徐々によくなるという意味である。